# Platygonus
Platygonus es un género extinto de pecaríes herbívoros de la familia de los tayasúidos, que fue un endémico de Norteamérica del periodo Mioceno y del Pleistoceno (hace 10.300.000 - 11.000 de años).
Platygonus era un animal gregario y, como los modernos pecaríes, posiblemente se movía en grupos. Se extendió desde el sur de Canadá a México y de California a Pensilvania.

## Taxonomía
Platygonus fue nombrado por Leconte (1848). Fue asignado a la familia Tayassuidae por Le Conte (1848), Hoare et al. (1964) y Carroll (1988).

## Morfología

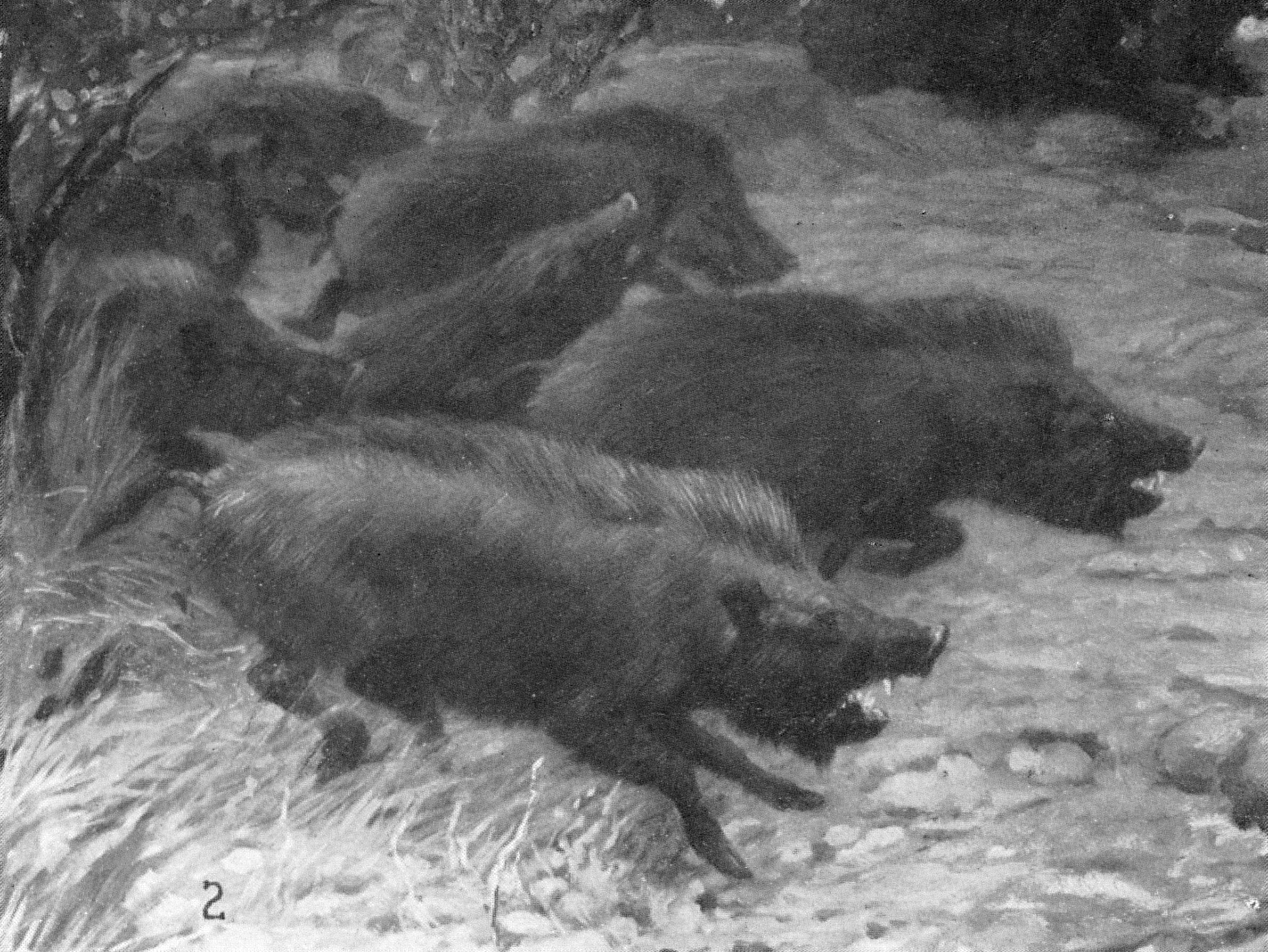
Antigua ilustración de Platygonus leptorhinus por Charles R. Knight

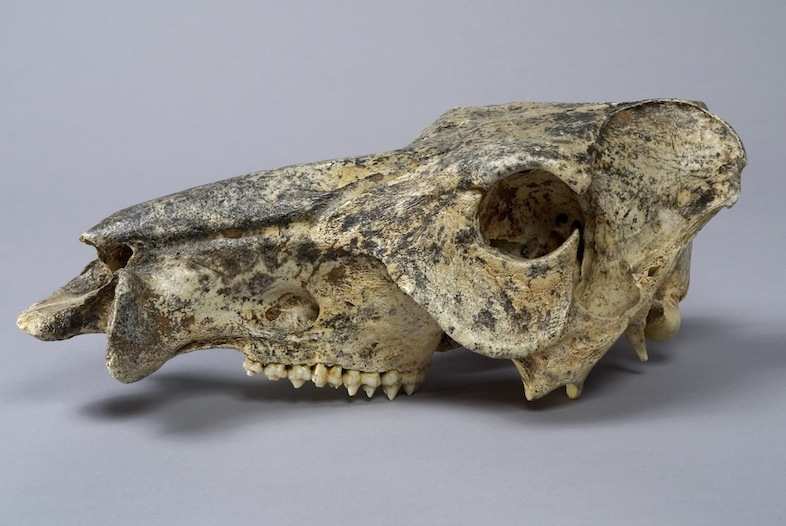
Cráneo de Platygonus compressus en el The Children’s Museum de Indianápolis

Platygonus era mayor que los actuales pecaríes, con cerca de 1 metro de longitud corporal, y poseía largas patas, permitiéndole correr rápidamente. También tenía un hocico similar al de un cerdo y largos colmillos que probablemente usaba para defenderse de los depredadores. Tenía un complejo sistema digestivo, similar al de los actuales rumiantes.

### Masa corporal
Cuatro ejemplares fueron examinados por M. Mendoza para estimar su masa corporal arrojando las siguientes estimaciones de peso:
- Espécimen 1: 133,1 kg (293,4 lb)
- Espécimen 2: 162 kg (357,1 lb)
- Espécimen 3: 131 kg (288,8 lb)
- Espécimen 4: 116,6 kg (257,1 lb)[4]